# Phlebotomus kiangsuensis
Phlebotomus kiangsuensis är en tvåvingeart som beskrevs av Yao och Wu 1938. Phlebotomus kiangsuensis ingår i släktet Phlebotomus och familjen fjärilsmyggor. Inga underarter finns listade i Catalogue of Life.